# Antebellum (film)
Antebellum è un film del 2020 scritto e diretto da Gerard Bush e Christopher Renz.

## Trama
In una piantagione di cotone gli schiavi neri sono tenuti in condizioni davvero disumane. Una notte alcuni di loro provano a scappare: alcuni vengono catturati, altri uccisi. Eden, tenuta come domestica e concubina personale dal capo della piantagione, il senatore Blake Denton, viene picchiata e addirittura marchiata a fuoco come punizione per il suo operato. Il giorno dopo, uno dei soldati illustra ai nuovi arrivati le regole del luogo: indipendentemente dalle libertà che sono abituati ad avere ormai non ne hanno più alcuna, è vietato che i neri parlino fra di loro, possono parlare solo se interpellati, devono fischiettare le loro canzoni mentre lavorano e possono ricevere terribili punizioni  se violano le regole. Ciononostante, alcuni di loro cercano di andare a casa del senatore per parlare con Eden per organizzare una fuga: tra loro troviamo Julia, che vuole andare via perché incinta. Eden risponde loro che bisogna aspettare il momento giusto e ha per questo un litigio con Julia. Quella stessa sera, Julia viene scelta dal giovane soldato Daniel come concubina: il ragazzo non è cattivo come gli altri, ma quando Julia cerca di fare leva sui suoi sentimenti ha un moto d'orgoglio e la picchia.
Il giorno dopo, Julia arriva tardi al lavoro e viene "perdonata" dai suoi aguzzini soltanto perché ha il volto visibilmente coperto di lividi. Mentre è al lavoro, la ragazza inizia ad urlare disperata: le percosse subite la sera precedente le hanno causato un aborto. In quel momento un altro schiavo, Eli, dà del "latticino" a uno dei comandanti per distrarlo. Eden interviene dicendo che Julia è malata: il soldato concede che lei si riposi e spedisce Eli a pulire il forno crematorio in cui è stato bruciato il cadavere di sua moglie, una delle fuggiasche di qualche giorno prima. Qui l'uomo trova una collana della donna scampata al rogo e urla disperato.
Quella notte, Eden è obbligata ad avere un rapporto sessuale con il senatore, dopo di che entrambi si addormentano. La mattina seguente Eden viene svegliata dallo squillare del suo telefonino: scopriamo che in realtà la donna si chiama Veronica Henley, è una scrittrice di successo che si dedica proprio alla lotta contro le discriminazioni, è sposata con Nick e ha una bambina, Kennedi. La famiglia vive in una casa grande e fornita di tutte le comodità.
Veronica deve partire per un convegno, ma tuttavia, prima di andare, si ritrova a sostenere uno strano colloquio con una donna bianca, la quale si era posta come giornalista, ma mantiene la conversazione in maniera strana e altezzosa, con malcelato razzismo. Raggiunto il luogo del convegno, Veronica prenota una cena con le sue due migliori amiche e si dedica successivamente ad esercizi di yoga in albergo per calmarsi. Qui viene raggiunta da una delle sue amiche, la frizzante Dawn. Successivamente, mentre Veronica tiene il convegno e viene acclamata da tutti i presenti, la donna con cui aveva tenuto la strana videochiamata nel mattino entra nella sua camera d'albergo con un escamotage e ruba alcuni effetti personali, tra cui un rossetto.
Quella sera, Veronica e Dawn vanno a cena al ristorante con la loro amica Sarah, l'unica bianca del gruppo. Le tre si divertono moltissimo durante la loro cena, ma al termine Veronica si separa dalle amiche perché preferisce ritornare in albergo mentre le amiche continuano a divertirsi. Mentre le amiche si divertono ignare nel loro taxi, Veronica scopre che la tassista che guida la sua vettura è in realtà la donna che l'aveva videochiamata nel mattino: la donna ed un suo complice la rapiscono proprio mentre Nick sta provando a telefonarle.
Lo squillo di cellulare sveglia Veronica mentre è ancora prigioniera nel campo di cotone: si tratta del telefonino del senatore, che questi ha lasciato fuori nella sella di un cavallo. L'interlocutore lo informa che il marito di Veronica sta andando tutti i giorni in televisione a fare appelli affinché sua moglie venga liberata dai rapitori.
Il giorno dopo, Julia non si presenta al lavoro: Eden/Veronica viene mandata a chiamarla affinché possa ricevere la sua punizione. La donna scopre che la ragazza si è impiccata: il cadavere rivela un tatuaggio alla caviglia, segno che anche lei è stata strappata alla civiltà moderna per un progetto folle. A questo punto, Veronica decide che quella notte bisognerà tentare la fuga e coinvolge Eli nel suo piano.
Quella notte, la donna e l'uomo si incontrano all'esterno dopo che lei ha sottratto il telefonino al senatore: i due incontrano due soldati ubriachi, tra cui Michael, e hanno una colluttazione con quest'ultimo. I due provano a chiamare la polizia, ma c'è troppo poco campo: il telefonino inoltre si blocca, e affinché possa essere sbloccato c'è bisogno del volto del suo proprietario. Tornati all'alloggio di quest'ultimo, i due hanno una feroce colluttazione con lui: questi riesce ad uccidere Eli, che scopriamo essere in realtà un insegnante, ma la donna riesce a sopraffarlo e ad attivare il cellulare.
A questo punto, Veronica riesce a contattare suo marito, a dirgli di mandare la polizia e ad inviargli la posizione. Subito dopo mette il senatore nel forno crematorio: qui viene raggiunto da due suoi complici che vorrebbero salvarlo, ma Veronica riesce a chiuderli tutti dentro e a dare loro fuoco. La donna scappa quindi a cavallo, inseguita da alcuni soldati armati di fucile.
Veronica riesce a seminare tutti loro tranne Elizabeth, figlia del senatore nonché sua rapitrice. Quest'ultima pronuncia un delirante monologo in cui rivela che lei non avrebbe voluto rapirla perché aveva capito fosse pericolosa, ma che secondo suo padre le sue idee costituivano un pericolo peggiore all'esterno e che l'uomo si era ormai incaponito col volerla rendere la sua schiava personale. Le due donne hanno una terribile colluttazione, al termine della quale Veronica riesce ad uccidere Elizabeth proprio nelle stesse modalità in cui loro avevano ucciso alcuni dei fuggiaschi. A questo punto Veronica cavalca via velocemente, ma scopre che la struttura in cui era stata prigioniera era all'interno di un parco tematico in cui veniva ricreata la guerra civile americana ed incontra infine la polizia, accorsa sul posto grazie all'intervento di suo marito.
Successivamente il parco viene chiuso dall'FBI, gli schiavi vengono salvati e il parco viene distrutto.

## Produzione
Nel marzo 2019 era stato reso noto che la cantante e attrice Janelle Monáe avrebbe recitato come protagonista in un film prodotto da Lions Gate e diretto e sceneggiato da Gerard Bush e Christopher Renz, Le riprese si sono tenute a partire dal maggio 2019. Il budget speso per la sua realizzazione ammonta a circa 10 milioni di dollari.

## Promozione
Il trailer è stato pubblicato il 5 marzo 2020.

## Distribuzione
Il film doveva essere distribuito nelle sale statunitensi dal 24 aprile 2020, mentre in quelle italiane dal 4 giugno dello stesso anno, ma viene posticipato inizialmente al 21 agosto 2020 a causa della pandemia di COVID-19 poi al 18 settembre dello stesso anno. Alla fine, è stato distribuito direttamente su Prime Video a partire dal 14 dicembre 2020.

## Accoglienza

### Pubblico
Durante il primo weekend dalla sua pubblicazione in USA, Antebellum è risultato come il film più noleggiato in quei giorni sulle piattaforme Prime Video, Apple TV e FandagoNow, nonché il terzo più noleggiato sulla piattaforma Google Play; si stima che l'opera sia stata vista da 500.000 persone solo in USA, generando un incasso globale di circa 8 milioni di dollari. Il successo dell'opera è rimasto più o meno invariato durante i due weekend successivi. Nell'ottobre 2020 il film è risultato essere il sesto più popolare sulle piattaforme on demand nel periodo di pandemia da COVID-19.

### Critica
Il film ha ricevuto giudizi poco lusinghieri dalla critica professionista. Secondo l'aggregatore di recensioni Rotten Tomatoes, il film ha infatti ottenuto un indice di gradimento del 28% e un voto di 4,68 su 10 sulla base di 168 recensioni. Su Metacritic il film ha ottenuto invece un voto di 45 su 100 sulla base di 36 recensioni.